# Ulica Stanisława Karwowskiego w Poznaniu
Ulica Stanisława Karwowskiego w Poznaniu (przed 1919 r. i 1939–1945 niem. Johann-Gottlieb-Fichte-Strasse) to krótka ulica na Łazarzu, na obszarze jednostki pomocniczej Osiedle Św. Łazarz, łącząca ul. Łukaszewicza i ul. Kolejową. 
Po jej południowej stronie znajduje się dwupiętrowa, malowniczo rozplanowana zabudowa mieszkalna dawnej Spółdzielni Urzędników Niemieckich z lat 1911–1913, projektu Josepha Leimbacha. Po I wojnie światowej domy przeszły na własność Uniwersytetu Poznańskiego, mieszkał tu m.in. prof. Jerzy Suszko (nr 10), a od strony ul. Łukaszewicza prof. Mieczysława Ruxerówna, jednak większość lokatorów nie była powiązana z uczelnią.